# Tillig

TILLIG Modellbahnen GmbH – Sebnitz

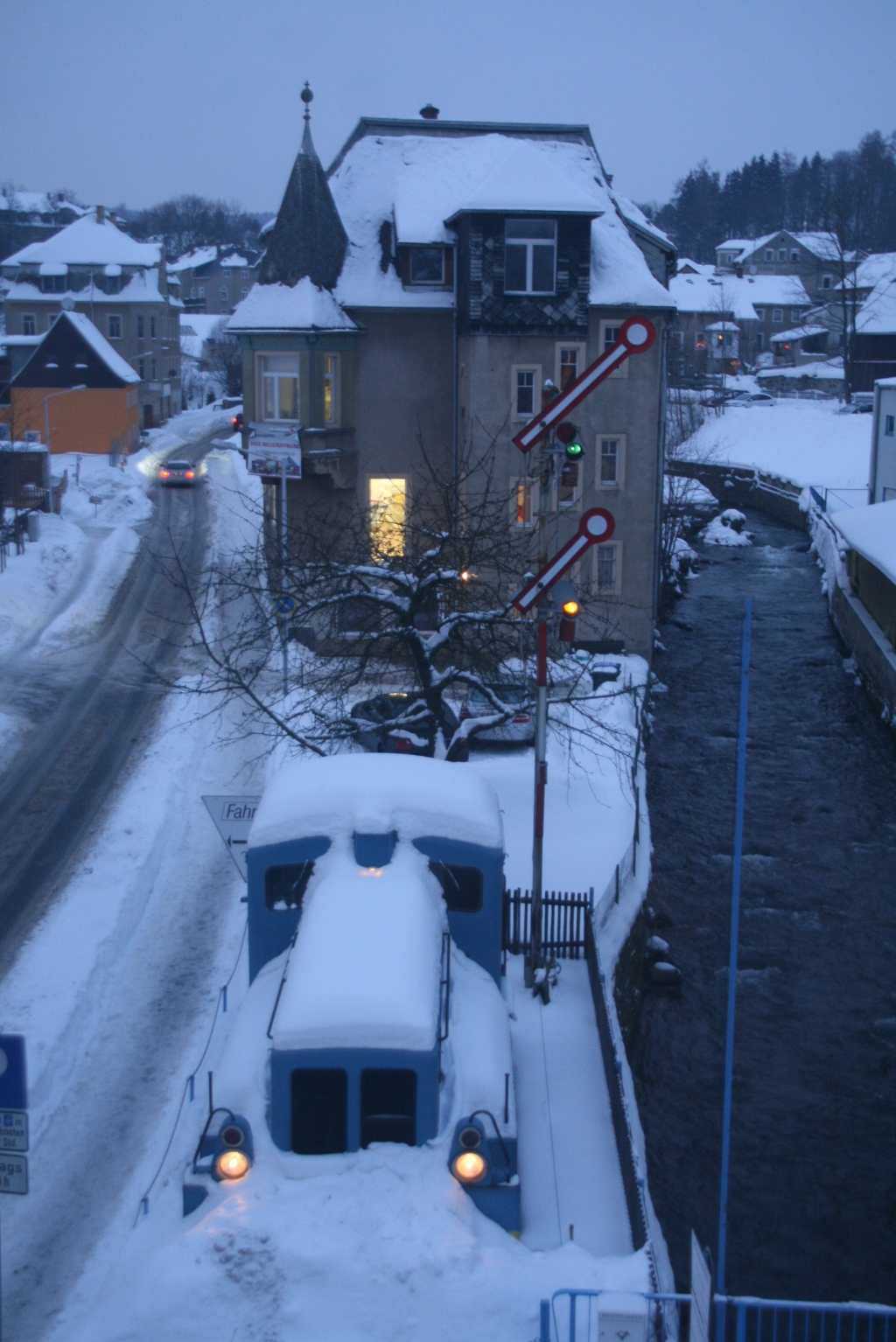
Blick vom TILLIG-Modellbahnmuseum zur werkseigenen Museumslokomotive an einem Wintertag

Die TILLIG Modellbahnen GmbH ist ein deutscher Hersteller von Modelleisenbahnen mit Sitz im sächsischen Sebnitz. Dem Werk ist ein Modelleisenbahnmuseum mit Werksverkaufsstelle angeschlossen.
Das auf Modelle der Nenngröße TT spezialisierte Unternehmen war im Jahr 2011 laut dem  Arbeitskreises TT-Modellbahn e. V. der größte Anbieter in diesem Marktsegment. Daneben werden auch Modelle der Nenngröße H0 produziert.

## Geschichte
1991 übernahm Hans-Jürgen Tillig das in Sebnitz beheimatete Unternehmen Pilz Modellgleis, welches bis dahin ausschließlich vorbildnahe flexible Gleise für die Nenngröße H0 fertigte. Um das Sortiment zu erweitern, wurde ein Modellgleis für die Nenngröße TT entwickelt. Parallel dazu gründete Hans-Jürgen Tillig das Unternehmen Mattra zur Herstellung von Modelllokomotiven und -wagen. Zum Beispiel wurden Modelle der DB-Baureihe 218 und der DR-Baureihe V 200 gefertigt. 1993 erwarb Tillig das damalige marktbeherrschende Unternehmen Berliner TT-Bahnen im Rahmen des Konkursverfahrens und verlagerte dessen Produktion nach Sebnitz, womit der Grundstein für die heutige Sortimentsausrichtung gelegt wurde. Unter dem neuen Firmennamen Berliner TT Bahnen Pilz GmbH & Co. KG wurden die ehemaligen Unternehmen Pilz und Mattra aus Sebnitz sowie BTTB Zeuke aus Berlin zusammengeschlossen. Im Jahr 1993 erfolgte die Umbenennung in TILLIG Bahnen und Gleise GmbH & Co. KG und eine Verlagerung des Firmensitzes nach Sebnitz.
Im weiteren Verlauf setzte das Unternehmen auf modernste Produktionsmethoden – vorherige Modelle von BTTB entsprachen überwiegend dem technischen Stand der 1960er und 1970er Jahre. Die Spur TT entwickelte sich nach einigen problematischen Jahren wieder zu einer wichtigen Nenngröße in Ost- und Westdeutschland. Ende der 1990er Jahre gab es eine Zusammenarbeit im Vertrieb mit dem Hersteller Roco, im Jahr 2000 übernahm man den Mitkonkurrenten JATT. Die Fertigung der ehemaligen JATT-Modelle wurde 2004 an das Partnerunternehmen Modellbahnmanufaktur Sebnitz abgegeben. Im Jahr 2001 übernahm TILLIG die Vertriebsrechte und das Sortiment des Unternehmens Sachsenmodelle, eines insolventen Zittauer Herstellers von H0-Rollmaterial. Damit konnte TILLIG ein weiteres Standbein am Markt etablieren.
Im Juni 2009 zog sich Hans-Jürgen Tillig aus gesundheitlichen Gründen als einer von damals drei Geschäftsführern aus dem Unternehmen zurück.